# 武田流

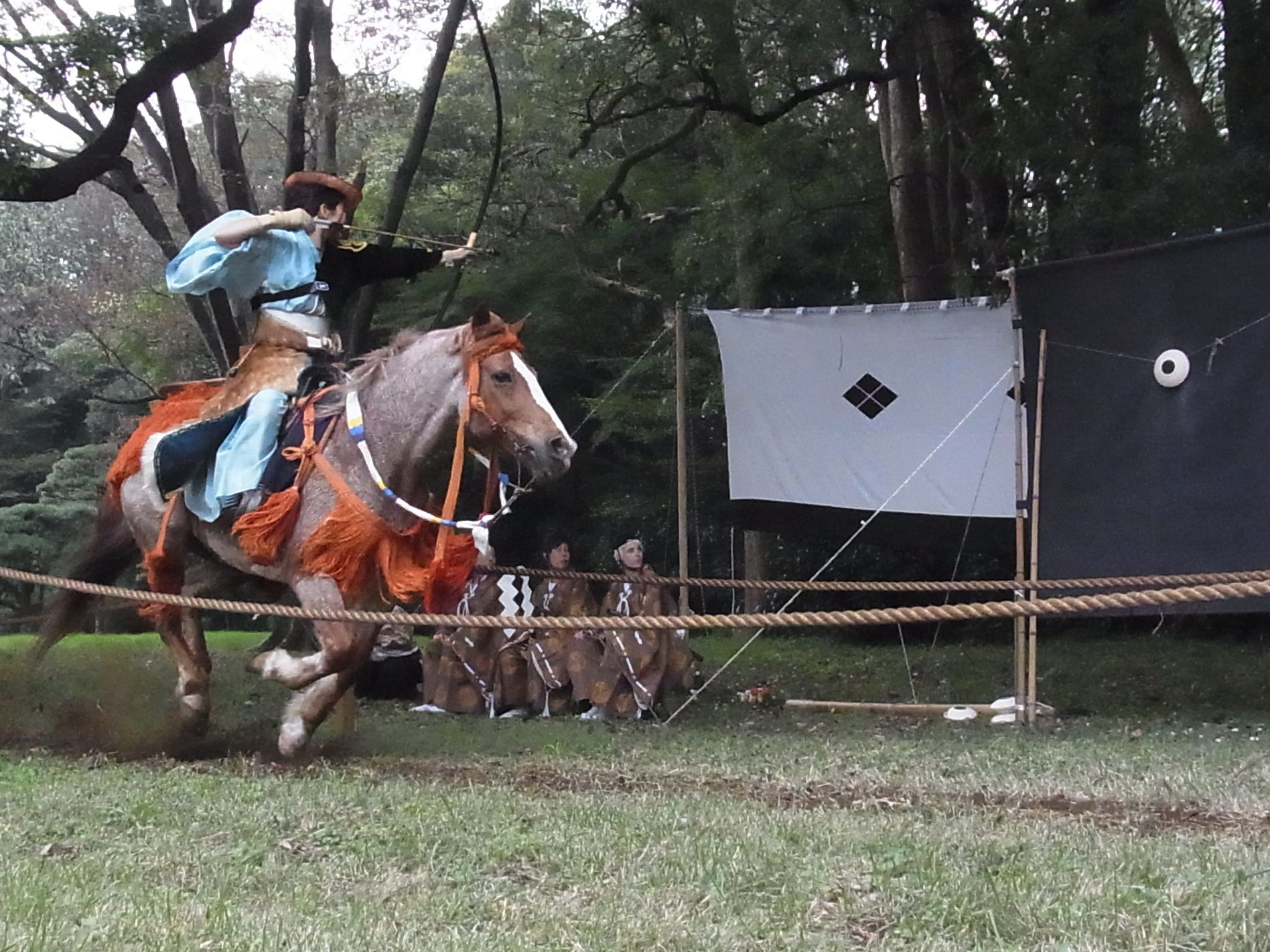
明治神宮秋の大祭 流鏑馬奉納（2011年11月3日撮影）

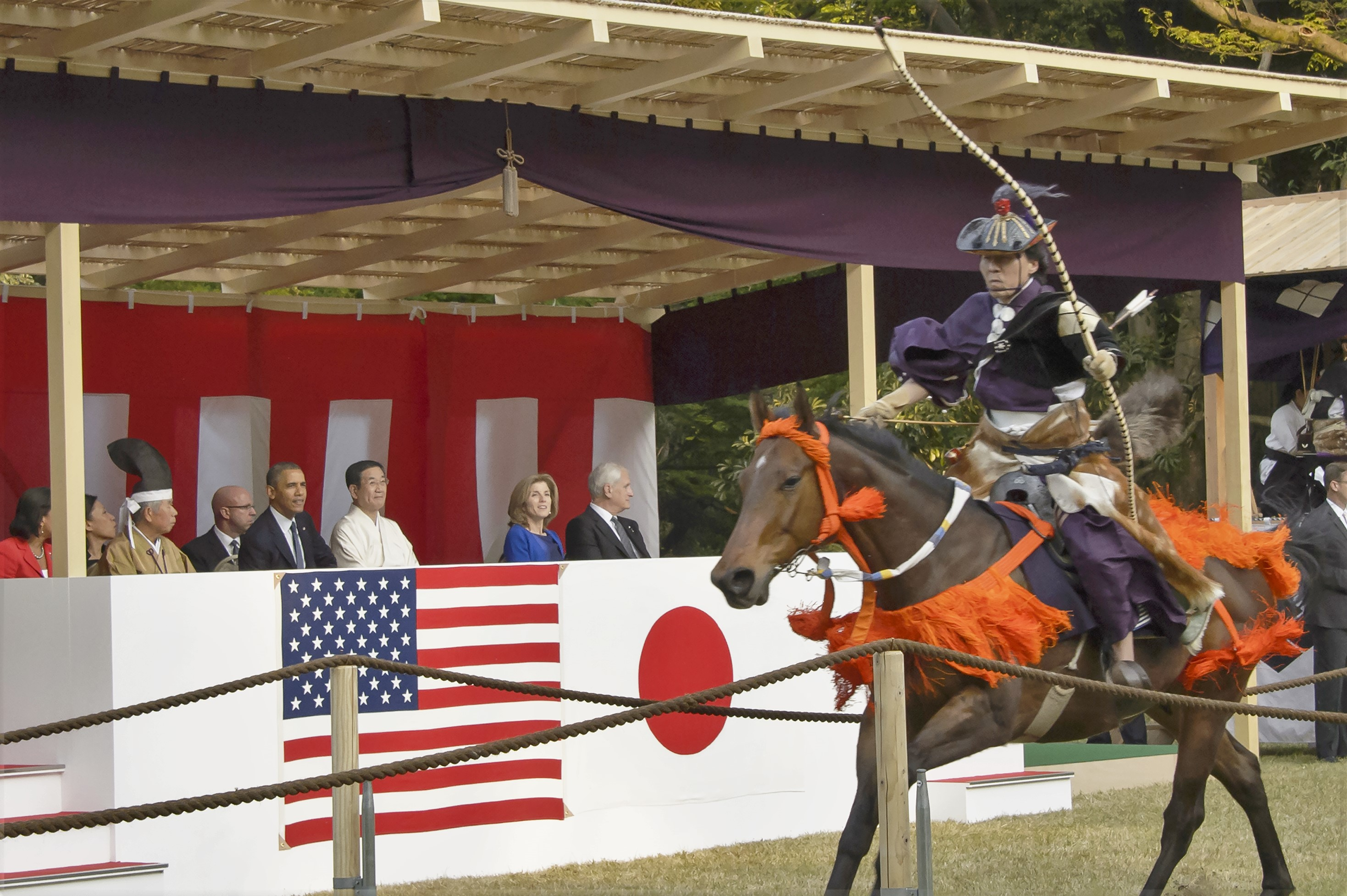
オバマ米大統領訪日時、明治神宮で披露された武田流（大日本弓馬会）流鏑馬（2014年4月）

武田流 (Takeda Ryu)（たけだりゅう）は弓術（歩射）・馬術（騎射）・礼法などからなる弓馬軍礼故実（弓馬故実・武家故実）の流派。細川流とも呼ばれた。小笠原流と同じく、流鏑馬に代表される弓馬故実を伝える流派である。
現在は起源を細川家肥後藩に身を寄せた武田元明の叔父武田義親から4代若狭武田家24代武田信直と同じくする３団体、武田流騎射流鏑馬（武田流騎射流鏑馬保存会：熊本市）、武田流弓馬道（公益社団法人大日本弓馬会：鎌倉市）、武田流鎌倉派（日本古式弓馬術協会：鎌倉市）が存在し、それぞれ武田流を名乗り活動している。

## 歴史
各団体の伝承は若干異なるが、概略を述べる。

### 起源～安土桃山時代
清和天皇の皇子貞純親王が、朝廷の諸儀礼に通じていた源能有（文徳天皇皇子）から故実を伝授されたのが起源であるという。その後清和源氏を経て   武田氏・小笠原氏に伝えられ、武田氏では安芸武田氏に伝えられた。安芸武田氏が若狭国守護職を得たことから若狭武田氏に伝わり、安土桃山時代に若狭武田氏が滅亡すると、武田信直（吸松斎）から姻戚（下記参照）の細川藤孝（幽斎）に伝授された。
細川幽斎までの系譜（太字は若狭武田氏当主）
清和天皇‐貞純親王‐源経基‐満仲‐頼信‐頼義‐義光‐義清‐清光‐武田信義‐信光‐信政‐信時‐信綱‐信宗‐信武‐氏信（安芸武田氏）‐満信‐信繁‐信栄（若狭武田氏）‐信賢‐国信‐信親‐元信‐元光‐信豊‐信時‐義統‐義親‐信恭‐信重‐信直‐細川藤孝
歴代のうち、武田元信・元光・信豊は騎射に優れ、弓馬故実書を書写・著述した。信豊以降の信時・信恭・信直などは一般的な若狭武田氏の系図には見られない人物であり、信直の経歴は不詳である。
若狭武田氏と細川氏の関係であるが、幽斎の姉は武田信豊の弟、武田信高（宮川殿、若狭新保山城主）に嫁していた。信高も騎射に秀でて弓馬故実書を伝えており、その子の英甫永雄。も多くの故実書を所有していたという。
武田流弓馬道（鎌倉）は、「幽斎の妹が安芸武田氏の信重（光広、安国寺恵瓊の父とされる）に嫁した」とし、「信直は光広の弟か」としている。

### 江戸時代
幽斎の後は細川家で忠興、忠利と継承されたが、忠利は家臣の竹原惟成に継承させた。以後は竹原家が継承し、熊本藩藩校時習館では二条流和歌や礼法とともに武田流の流鏑馬が必修科目とされ、笠懸・犬追物・草鹿なども稽古された。ちなみに、宝暦の改革を行った堀勝名（平太左衛門）を藩主細川重賢に推薦したのは、竹原惟成の五代後の惟親（勘十郎）である。
竹原家の系譜
竹原惟成‐惟英‐惟君‐惟秋‐惟清‐惟親‐惟雪‐惟徴‐惟敏‐惟路
熊本藩には室町幕府の弓馬師範家であった京都小笠原氏（備前小笠原家）もおり、故実を伝えていたが、維新後に活動を停止し、その装束・伝書などは武田流弓馬道（鎌倉）
に引き継がれた。

### 明治以降
明治維新で武家社会が終焉を迎えると活動を一時中絶するが、竹原家や旧藩士の尽力により保存された。1895年（明治28年）に竹原惟路が没した時に男子がなかったため、細川興増男爵（細川氏一門の子飼細川家〈長岡刑部家〉当主）に幽斎の印・伝統系図・伝書類などが預けられ、松井氏（旧家老家、八代城主）ら門人により伝統が守られたが、1930年（昭和5年）に竹原家の後継者正文に返還された。1961年（昭和36年）に武田流（細川流）騎射流鏑馬が熊本県重要無形文化財に指定され、竹原正文がその保持者に認定された。1971年（昭和46年）に武田流騎射流鏑馬保存会が熊本で発足し、1975年（昭和50年）3月24日には同保存会が熊本県重要無形文化財「武田流騎射流鏑馬」の保持団体に認定された。現在は竹原陽次郎が「宗家師範（47代）」である。
これとは別に、明治～昭和期の高弟、井上平太の系統の団体が存在する。竹原惟路の没後、旧熊本藩主の細川護久侯爵は井上平太に伝書一切を印可相伝させ、「第三十三代武田流司家」を襲名させたという。井上は昭和8年に没し、翌9年に井上の弟子金子有鄰が細川護立侯爵（当時の細川家当主）の許しを得て、細川侯・熊本県知事立会のもと、「三十四代武田流弓馬軍礼故実司家」を相伝した。1939年（昭和14年）には金子堅太郎を会長に社団法人大日本弓馬会が設立された。以来、武田流弓馬道を名乗り鎌倉市に所在し活動している。現会長は金子家教で、「武田流司家、弓馬軍礼故実司家芸州武田氏正統師範」を名乗っている。
また別に、金子有鄰の六郎家堅氏を師範として日本古式弓馬術協会（武田流鎌倉派）が結成され、弓馬軍礼武田家の道統を受継ぎ活動している。
。

## 活動

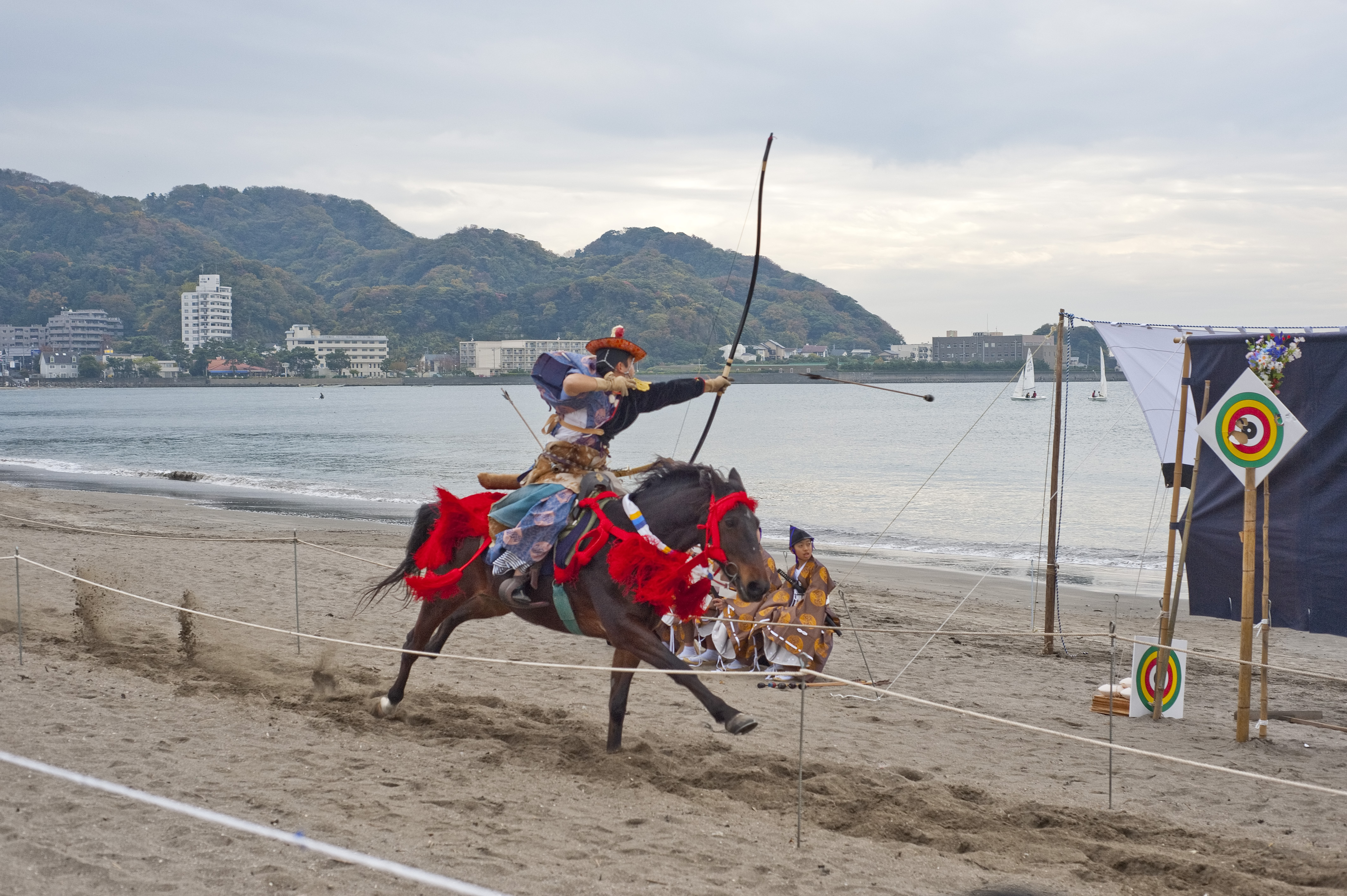
神奈川県逗子市逗子海岸における武田流（大日本弓馬会）の流鏑馬。小笠原流とは射手の笠や的の形状等が異なる。

武田流騎射流鏑馬保存会（熊本）
細川藤孝の小姓、細川家肥後藩武田流弓馬司家宗家師範竹原少左衛門家を祖し、細川流礼法を継承する。熊本市の出水神社例大祭（春・秋）、「くまもと秋のお城まつり」などで公演している。
公益社団法人　大日本弓馬会（The Japan Equestrian Archery Association）（鎌倉）
細川家肥後藩藩士、 三十四代武田流弓馬軍礼故実司家男爵金子有鄰大坪流の馬術、日置流の弓術、雲弘流の剣術など免許皆伝したと子息四郎家教を祖とする。本部は武田流弓馬道教場（神奈川県鎌倉市扇ヶ谷）として日本最大の全長220mcの鎌倉教場（神奈川県鎌倉市）を有する。鶴岡八幡宮流鏑馬（神奈川県鎌倉市、鎌倉まつり）、 三浦道寸まつり笠懸（神奈川県三浦市）、明治神宮流鏑馬神事（東京都渋谷区、秋の大祭）など、関東地方を中心に活動するほか、2018年イスタンブール（トルコ）での流鏑馬など、海外での公演も行っている。
　2014年4月の米国オバマ大統領訪日をはじめ、元米国大統領レーガン氏、ブッシュ氏のそれぞれ訪日時に、明治神宮で流鏑馬を披露した。またNHK大河ドラマなどの演技に協力している。
日本古式弓馬術協会（武田流鎌倉派）
細川家肥後藩藩士、 三十四代武田流弓馬軍礼故実司家男爵金子有鄰大坪流の馬術、日置流の弓術、雲弘流の剣術など免許皆伝したと子息六郎家堅を祖する。近江神宮流鏑馬を行っている。

## 特徴
貞丈雑記では、流鏑馬には小笠原・武田・三浦の３流があるとし、小笠原と武田の違いは矢の抜き方にあり、犬追物と弓袋に関しての違い２点との計３点の他は異なる点はないとしている。しかし現在では小笠原流とは式次第・射法・矢の本数・笠の形状などにも違いが見られる。
使用する笠は綾檜笠（あやひがさ）といい、古く武士が狩猟・流鏑馬などに用いたものである。檜（ヒノキ）で編んだ物で、武田流の独特な形状・材質をしている（小笠原流の流鏑馬では藺草で編んだ綾藺笠を用いている）。神事の流鏑馬では笠に鬼面を着けるが、小笠原流では付けない。矢は、鏃のない神頭矢（先端に蕪状の木を付けた矢）を帯に挟み、引き出して用いる（小笠原流の流鏑馬では鏃の付いた鏑矢を箙に差して用いる）。

## 流鏑馬式次第
以下は式の一部である。
天長地久式
騎射の執行に先立ち、奉行が「天下太平・万民息災・五穀豊穣」を祈願して神前にたいして行う。口伝の文言を唱えながら、矢は放たずに天と地に向かって満月弓に弓を引き絞る。
流鏑馬式
流鏑馬用の矢を用い、馬場の三ヶ所に立てられた的に矢を放つ。馬は全速力で駆け抜ける。的は一辺一尺八寸（約55cm）の正方形の檜板、または竹を網代に編んで紙を張ったもの。成績優秀者により行われる競射では、直径三寸（約9cm）の皿2枚を合わせたものを的にする。
- 馬場の長さ：百二十間（約220m）
- 的までの距離：三～五間（約5.4～9m）
- 的の間隔：三十～四十間（約54m～73m）

## 関連事項
- 騎射
- 流鏑馬
- 弓術
- 馬術